# Gomphosus varius
Gomphosus varius es una especie de peces de la familia Labridae en el orden Perciformes.

## Morfología
Los machos pueden llegar alcanzar los 30 cm de longitud total.

## Distribución geográfica
Se encuentra desde las Islas Hawái, las Islas Marquesas y Tuamotu hasta el sur del Japón.